# Saint-Seurin-de-Cadourne

Saint-Seurin-de-Cadourne este o comună în departamentul Gironde din sud-vestul Franței. În 2009 avea o populație de 716 de locuitori.

## Evoluția populației
| An        | 1975 | 1982 | 1990 | 1999 | 2006 | 2009 |
| --------- | ---- | ---- | ---- | ---- | ---- | ---- |
| Populație | 710  | 753  | 799  | 767  | 718  | 716  |